# Мета Павелић: Жив или мртав
Мета Павелић: Жив или мртав је историјски роман хрватског новинара Пере Златара, из два дела. Роман говори о припремању комунистичког режима у Југославији за хапшење усташког заповедника Анте Павелић, и говори о убиству Анте Павелића.
Роман почиње тајним састанком петочланог сабора Хрватске у Југославији, који је сазвао Иван Крајачић. Сви су се састали у седишту сабора на Марковом тргу у Загребу а због важности састанка, прелазе у неку вилу изван града. Тамо им Иван каже да су добили задатак да ухапсе Анту Павелића, који се скрива у Аргентини. 
Анте Павелић је почео да даје интервјуе, и основао је Хрватски ослободилачки покрет (ХОП). Затим им је рекао да Павелић мора ду буде ухваћен „ Жив или мртав ``.
Затим се говори о томе, како се спрема атентат на Павелића, и како га прате комунисти.
Роман се састоји из два дела:
- Мета Павелић: Жив или мртав Мисија Буенос Ајрес
- Мета Павелић: Жив или мртав Гробница у Мадриду

## Историјска позадина
Након распада Независне Државе Хрватске, усташки поглавник и командант Анте Павелић је побегао у Аргентину. Тамо се скривао од комунистичке власти која је владала у СФРЈ, која је желела да га ухапси, или чак убије. 
На њега је 1957. године, покушан атентат у Буенос Ајресу, у Аргентини. Павелић је тај атентат преживео, и одселио се у Мадрид у Шпанију. Тамо је умро 1959. године. Као узрок смрти наводе се последице атентата.
Пред смрт у Америци, четник Благоје Јововић је признао да је баш он организовао атентат на Павелића у Буенос Ајресу. Нико на то није обратио пажњу, осим хрватског новинара Пера Златара, аутора овог романа. 